# Guorte, Joesjö
Guorte, Joesjö este o arie protejată (arie specială de conservare — SAC, sit de importanță comunitară — SCI) din Suedia întinsă pe o suprafață de 479,6 ha, integral pe uscat.

## Localizare
Centrul sitului Guorte, Joesjö este situat la coordonatele 65°39′44″N 14°33′19″E / 65.6621°N 14.5552°E.

## Înființare
Situl Guorte, Joesjö a fost declarat sit de importanță comunitară în decembrie 1998 pentru a proteja 1 specie de plante. Situl a fost protejat și ca arie specială de conservare în decembrie 2009.

## Biodiversitate
Situată în ecoregiunea alpină, aria protejată conține 9 habitate naturale: Pajiști alpine și boreale, Tufărișuri subarctice cu Salix spp., Mlaștini turboase de tranziție și turbării mișcătoare, Liziere de ierburi înalte hidrofile de câmpie și de nivel montan până la alpin, Grohotișuri calcaroase și de șisturi calcaroase de la nivelul montan până la nivelul alpin (Thlaspietea rotundifolii), Păduri nordice subalpine/subarctice cu Betula pubescens ssp. czerepanovii, Râuri de munte și vegetația erbacee de pe malurile acestora, Pante stâncoase calcaroase cu vegetație casmofită, Pajiști boreale și alpine pe substrat silicios.
La baza desemnării sitului se află o specie protejată de  plante: Arenaria humifusa.